# Vittoria Ferdinandi
Vittoria Ferdinandi (Perugia, 4 settembre 1986) è una politica e imprenditrice italiana, sindaca di Perugia dal 2024.

## Biografia
Laureata in psicologia clinica e in filosofia politica, è stata nominata nel 2020 Cavaliere della Repubblica per il suo impegno nell'istituzione e gestione del ristorante e impresa sociale Numero Zero di Perugia. Il locale, gestito con l'associazione di promozione sociale RealMente, ha un personale inclusivo, comprendendo diverse forme di disturbo mentale, le quali persone portatrici sono valorizzate oltre al semplice inserimento lavorativo.

### Sindaca di Perugia
Espressione del civismo cittadino – con una militanza giovanile nei Giovani Comunisti/e –, nel febbraio 2024 viene candidata alla carica di sindaca di Perugia per la coalizione di centro-sinistra, sostenuta da Partito Democratico, Movimento 5 Stelle, Alleanza Verdi e Sinistra, Rifondazione Comunista, Azione e alcune liste civiche, in vista della elezioni comunali del giugno seguente. Al primo turno ottiene il 49,01% dei voti, andando al ballottaggio contro Margherita Scoccia, assessora della giunta uscente di centro-destra e sostenuta dalla medesima coalizione: quindi al secondo turno ottiene il 52,1% dei voti, diventando la prima donna alla guida della città di Perugia.